# Badnalli, Afzalpur
Badnalli là một làng thuộc tehsil Afzalpur, huyện Gulbarga, bang Karnataka, Ấn Độ.